# 西便门
39°54′02″N 116°21′12″E / 39.9006°N 116.3532°E

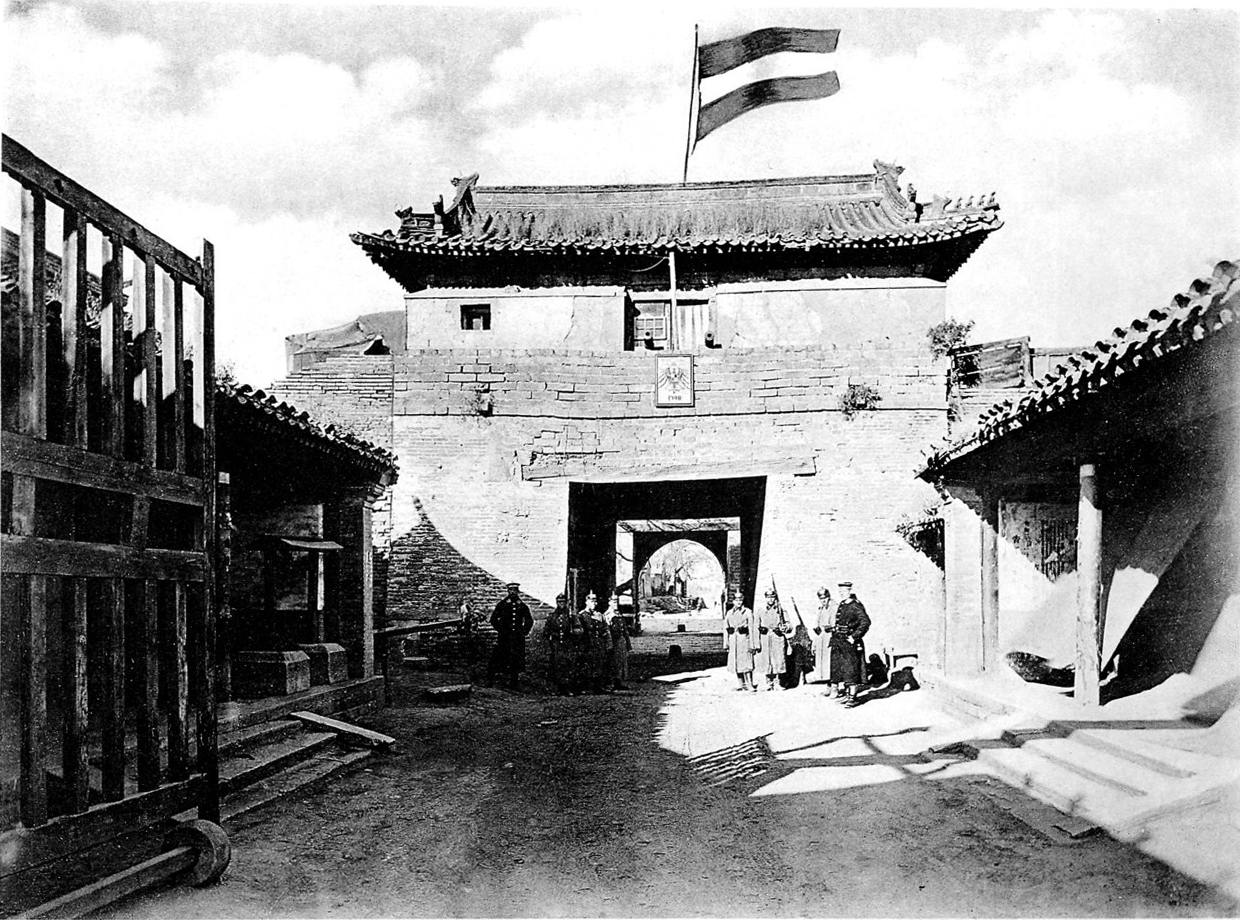
西便门

西便门是北京外城七门之一。外城七门是指：东便门、西便门、左安门、右安门、广安门、广渠门和永定门。

## 简介
西便门位于外城西北角。城楼通高10.5米，其他形制、尺寸与东便门相同。始建于明嘉靖年间。当时北方游牧民族南下劫掠较为频繁，北京日渐富庶，内城外的居民日渐增多，因此在京城四周修筑外城。但因低估了建筑规模，受财力限制，仅修建了南郊一段，外城城墙东西两端与内城城墙相连接处附近修有两座朝北向的城门，分别就是东便门和西便门。初建规模很小，嘉靖四十三年扩建城楼、增修半圆形瓮城，清代在瓮城之上加修了箭楼。
在北京話中，「內九外七皇城四」共20個城門裏僅西便門與東便門的末尾可加兒化音。